# Iréne Ekelundová
Iréne Michelle Ekelund (* 8. března 1997 Pákistán) je švédská sprinterka, mistryně světa do 17 let v běhu na 200 metrů.
Její otec je Švéd, matka pochází z Angoly. Narodila se v Pákistánu, kde její rodiče pracovali pro OSN. Žije v Karlstadu, kde studuje střední školu, závodí za klub Malmö Allmänna Idrottsförening, jejím trenérem je Lasse Eriksson.
Na Mistrovství světa v atletice do 17 let 2013 v Doněcku skončila pátá na 100 metrů a vyhrála na 200 metrů, byl to historicky první titul pro švédskou sprinterku. Vyhrála také dvoustovku na závodech severských zemí Nordenkampen ve Växjö a stala se seniorskou halovou mistryní Švédska na 60 m i na 200 m. Na Mistrovství světa juniorů v atletice 2014 v Eugene skončila šestá na stovce a druhá na dvoustovce. Jejím prvním seniorským šampionátem bylo Mistrovství Evropy v atletice 2014 v Curychu, kde skončila na 200 m v semifinále a se švédskou štafetou na 4×100 m obsadila šesté místo. Na Halovém mistrovství Evropy v atletice 2015 v Praze byla na 60 m vyřazena v semifinále. Na Mistrovství světa v atletice 2015 se nekvalifikovala.

## Osobní rekordy
- 100 m venku: 11,35 (8. června 2013), národní juniorský rekord
- 200 m venku: 22,92 (14. července 2013), národní juniorský rekord
- 60 m hala: 7,26 (21. února 2015), národní juniorský rekord
- 200 m hala: 23,15 (17. února 2013), národní seniorský rekord, světový kadetský rekord[4]